# Mont Arith
L'Arith és una muntanya de 1.987 metres al districte de Dibër a Albània. Es troba a 12 km al nord-est de Bulqizë, i a 15 km al sud-oest de Peshkopi.